# Doverstrædet
Doverstrædet er den smalleste del af Den engelske kanal og er ca. 31 km bred. Under Doverstrædet ligger Eurotunnelen som forbinder engelske Folkestone og franske Calais. 
51°00′N 1°27′Ø / 51°N 1.45°Ø